# تترااستیل‌اتیلن‌دی‌آمین
تترااستیل‌اتیلن‌دی‌آمین (به انگلیسی: Tetraacetylethylenediamine) با فرمول شیمیایی C۱۰H۱۶N۲O۴ یک ترکیب شیمیایی است. که جرم مولی آن ۲۲۸٫۲۵ g/mol می‌باشد. شکل ظاهری این ترکیب، جامد بی‌رنگ است.